# Usenix
Vous pouvez aider à l'améliorer ou bien discuter des problèmes sur sa page de discussion.
- Il ne cite pas suffisamment ses sources. Vous pouvez indiquer les passages à sourcer avec {{référence nécessaire}} ou {{Référence souhaitée}}, et inclure les références utiles en les liant aux notes de bas de page. (Marqué depuis avril 2024)
- Certaines informations devraient être mieux reliées aux sources mentionnées dans la bibliographie ou les liens externes. Améliorez sa vérifiabilité en les associant par des références. (Marqué depuis avril 2024)
- Il ne s’appuie pas, ou pas assez, sur des sources secondaires ou tertiaires. (Marqué depuis avril 2024)

- Archive Wikiwix
- Bing
- Cairn
- DuckDuckGo
- E. Universalis
- Gallica
- Google
- G. Books
- G. News
- G. Scholar
- Persée
- Qwant
- (zh) Baidu
- (ru) Yandex
- (wd) trouver des œuvres sur Wikidata

Usenix est une association créée en 1975 qui se présente comme « l'association des systèmes informatiques avancés » (en anglais, The Advanced Computing Systems Association).

## Historique
L'association Usenix est créée en 1975. Elle porte alors le nom d'« Unix Users Group », car les systèmes UNIX constituent le cœur des sujets variés abordés par ses membres.
En 1977, l'association est renommée en USENIX, à la suite d'une demande d'AT&T car UNIX était une marque déposée.

## Activité
L'association anime plusieurs groupes d'utilisateurs, dont STUG et LISA (anciennement SAGE).
Elle organise également différentes conférences de renommée mondiales et attribue tous les ans depuis 1993 le prix USENIX (également appelé « prix Flamme ») pour récompenser l'ensemble de la carrière d'informaticiens ou de groupes d'informaticiens notables.